# دايتون (تينيسي)
دايتون (بالإنجليزية: Dayton, Tennessee)‏ هي مدينة تقع بولاية تينيسي في وسط شرق الولايات المتحدة. تأسست عام 1820، تبلغ مساحة هذه المدينة 16.5 (كم²)، وترتفع عن سطح البحر 212 م، بلغ عدد سكانها 7191 نسمة في عام 2010 حسب إحصاء مكتب تعداد الولايات المتحدة وتصل الكثافة السكانية فيها نسمة/كم2.

## أعلام
- أندي كيلي
- هوارد أرمسترونغ
- فان هيلاري
- وليام جيننغز بريان
- ريد هولت

## وصلات خارجية
- The US50 - Cities and Towns in Tennessee State